# 2014 au Yukon
Chronologie du Yukon
- 2010
- 2011
- 2012
- 2013
- 2014
- 2015
- 2016
- 2017
- 2018

Cette page concerne des événements d'actualité qui se sont produits durant l'année 2014 dans le territoire canadien du Yukon.

## Politique
- Premier ministre : Darrell Pasloski (Parti du Yukon)
- Chef de l'opposition officielle : Elizabeth Hanson (NPD)
- Commissaire : Doug Phillips
- Législature : 33e

## Événements
- Février : Le festival Yukon Sourdough Rendezvous célèbre ses 50 ans d'existence.
- 1er mars : Sandy Silver accepte de diriger le Parti libéral sous les acclamations des militants du parti[1].

## Décès
- 14 février : Chris Pearson, premier premier ministre du Yukon (º 29 avril 1931).
- 13 novembre : Bill Brewster (en), député territoriale de Kluane (1982-1996) (º 24 octobre 1924).